# David Nolan (judoka)
David Nolan (16 de febrero de 1963) es un deportista australiano que compitió en judo. Ganó una medalla de plata en el Campeonato de Oceanía de Judo de 1981 en la categoría de –71 kg.

## Palmarés internacional
| Campeonato de Oceanía | Campeonato de Oceanía | Campeonato de Oceanía | Campeonato de Oceanía |
| Año                   | Lugar                 | Medalla               | Categoría             |
| --------------------- | --------------------- | --------------------- | --------------------- |
| 1981                  | Suva (Fiyi)           | Medalla de plata      | –71 kg                |